# Dire Dawa
Dire Dawa (en amharique : ድሬ ዳዋ, Deré Dawa, écrit parfois Diré Daoua dans des textes français,) est une « ville fédérale » d'Éthiopie, la seconde agglomération du pays par le nombre d'habitants.

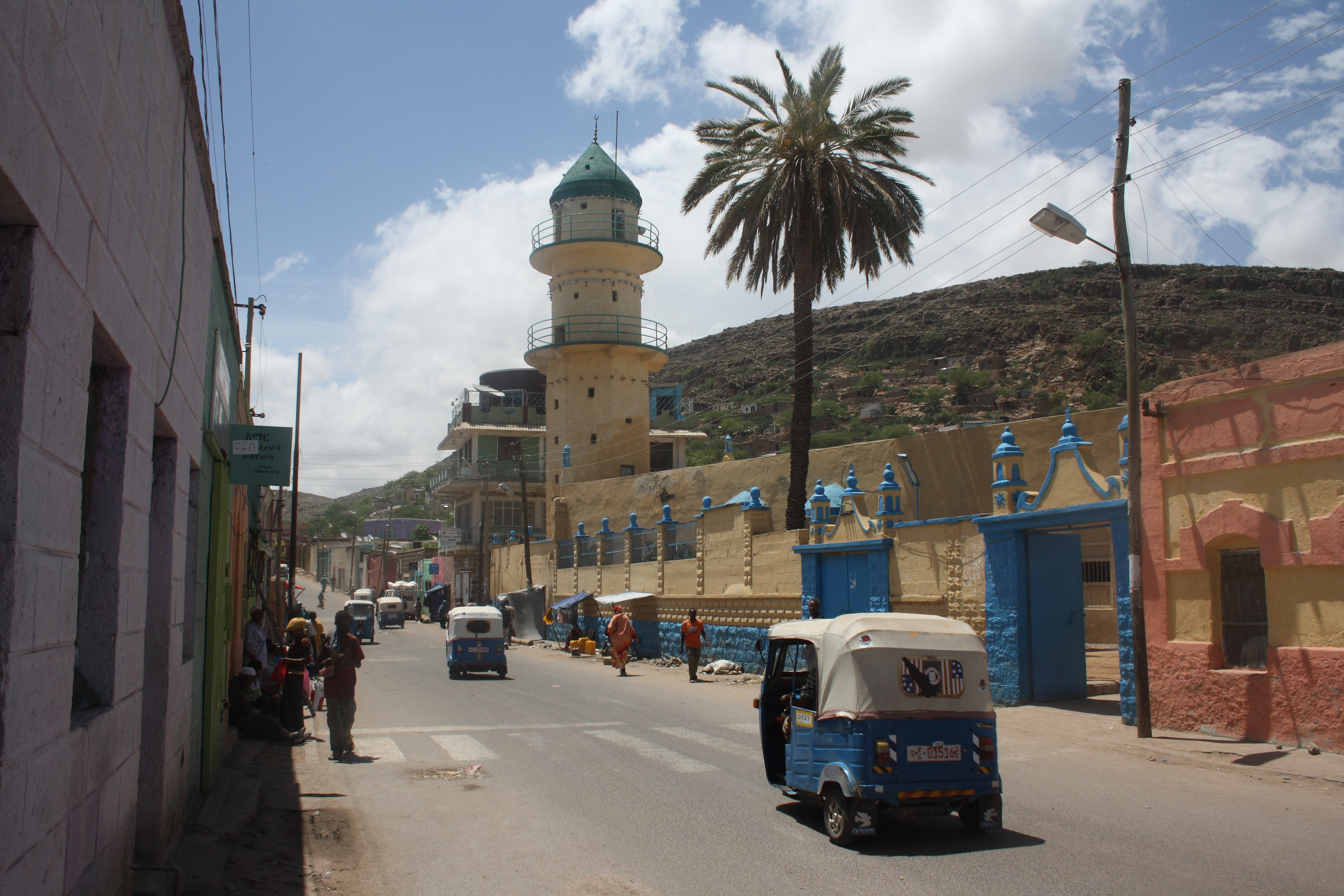
Mosquée ancienne de Dire Dawa.

## Géographie

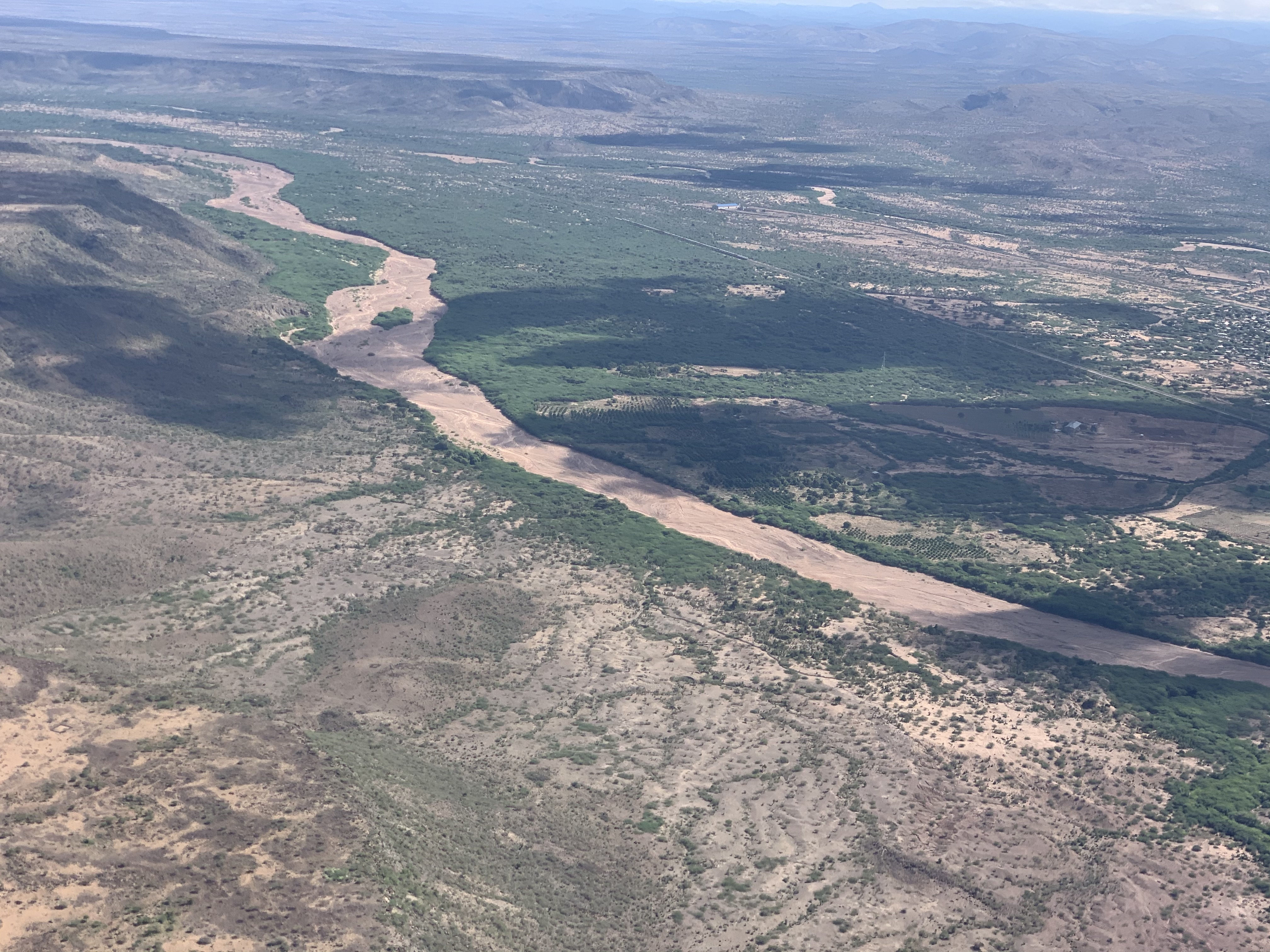
Vue aérienne, avant l'atterrissage à Dire Dawa.

La ville est située dans l'est de l'Éthiopie, à 500 km de la capitale Addis-Abeba, à 150 km de la frontière djiboutienne et à 130 km de la frontière somalienne. Elle se trouve à 1 220 m d'altitude, et est traversée par la rivière Dechatu.

## Démographie
Dire Dawa compte plus de 600 000 habitants recensés en 2008 et près de 1 300 000 sur l'ensemble de l'agglomération. En 1994, elle avait 296 000 habitants.
Selon l'institut éthiopien de statistiques (CSA), 22 % de la population est sans emploi en 2006.
La répartition ethnique estimée en 2007 est :
- Oromos 26,08 %
- Amharas 8,09 %
- Somalis 46,24 %
- Gouragués 4,54 %
- Harari 1,08 %
- autres 3,97 %.

## Urbanisme
Créée par les Français, sur un établissement humain plus ancien, est la seule ville d'Éthiopie dont la structure urbaine semble présenter les caractéristiques paradigmatiques d'une cité coloniale, avec un espace urbain ségrégué entre une « ville européenne » – Gezira – et un « village indigène » – Magala –, séparés par l’oued Dechatu.

## Histoire

### Préhistoire
La grotte du Porc-Épic (en) à quelques kilomètres au sud de Dire Dawa, est un site archéologique du Later Stone Age. Découverte en 1920, elle est fouillée en 1933, puis de 1974 à 1976 et plus récemment en 1998. Le site documente notamment l'usage de microlithes, d'outils en chailles et en obsidienne, de pigments et d'ocre.

### Histoire
La région aurait été un des habitats du peuple Harla (en), aujourd'hui éteint.
Le clan (dir) somali Gurgura (en) (donc lié aux Gurre, Gariire et autres Madahwein) habite la région.
Durant la  guerre adalo-éthiopienne (1527-1543), les troupes somalies assistent le Sultanat d'Adal et Ahmed Ibn Ibrahim Al-Ghazi contre l'Empire éthiopien et le corps expéditionnaire portugais.

### XXesiècle

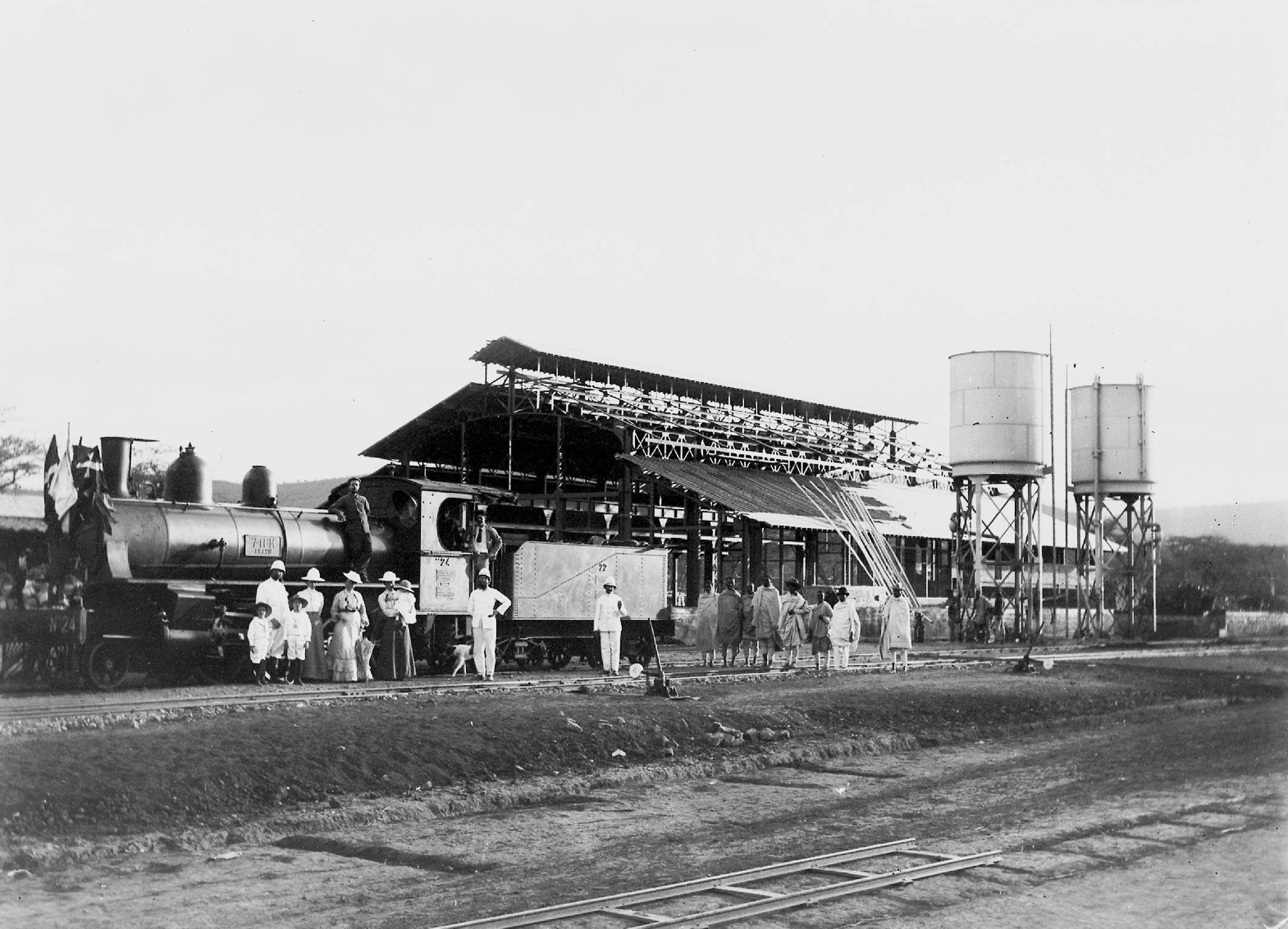
Photo historique du chemin de fer franco-éthiopien à Dire Dawa.

La ville de Dire Dawa est créée par la compagnie impériale du chemin de fer franco-éthiopien lorsque la ligne parvient aux pieds de la montagne de Harar en décembre 1902. L'endroit a d'abord été appelé Addis Harar, avant de devenir Dire Dawa ou Diré Daoua.
Dire Dawa est le terminus de la ligne ferroviaire en provenance de Djibouti jusqu'en 1912, date à laquelle la ligne est prolongée progressivement jusqu'à Addis Abeba qui est atteint en 1917. C'est là que furent installés les ateliers de réparation et d'entretien du chemin de fer, ce qui explique la présence d'une industrie et d'ouvriers qualifiés très tôt.
À l'origine, la ville est gérée par la compagnie ferroviaire, qui aménage l'espace, fixe des règles d'urbanisme, installe une alimentation en eau et prélève les impôts,. Une administration éthiopienne se met petit à petit en place après la Première Guerre mondiale. 
La terrible seconde guerre italo-éthiopienne (1935-1936) s'y déroule en partie, sous la direction du général Rodolfo Graziani (1882-1955). La région fait ensuite partie alors de l'Afrique orientale italienne. Entre 1936 et 1941, la ville et la région sont administrées par les Italiens, puis par les Britanniques jusqu'en 1946. Entretemps, du 9 octobre 1935 au 13 mars 1937, la France déploie dans la ville un détachement militaire (une compagnie d'infanterie coloniale, renforcée par deux compagnies de tirailleurs sénégalais de mai à octobre-novembre 1936).
Ce passé francophone explique que près de 3 000 Français y résidaient jusqu'en 1974. Le président djiboutien Ismail Omar Guelleh, dont les parents travaillaient eux-mêmes pour la compagnie ferroviaire, y est né en 1947.
Après la chute du Derg en 1991, et la mise en œuvre d'un « fédéralisme ethnique » (Front de Libération Issa et Gurgura (en)) en Éthiopie, Dire Dawa est incluse dans l'État Oromyaa, puis elle devient une « ville fédérale » en 1996, sans doute en lien avec la diversité des « nationalités » qui s'y trouvent.
En 2006, le trafic ferroviaire est définitivement interrompu en direction d'Addis Abeba. Dire Dawa redevient ainsi le terminus du chemin de fer djibouto-éthiopien qui ne va plus qu'à Dewele, à la frontière entre les deux pays.

### XXIesiècle
En 2016, la ligne métrique unique est remplacée par une nouvelle ligne d'Addis-Abeba à Djibouti à double voies normales électrifiée construite avec l'aide de la Chine. L'ancienne gare construite en centre-ville par les français est remplacée par une nouvelle infrastructure située à environ 10 km au nord-ouest à Melka Jebdu (9° 37′ 46″ N, 41° 46′ 16″ E).

## Éducation
La Dire Dawa University est fondée en 2006.

## Transports
La ville est reliée par le transport aérien avec l’Aéroport international d'Aba Tenna Dejazmach Yilma.

Transport routier.
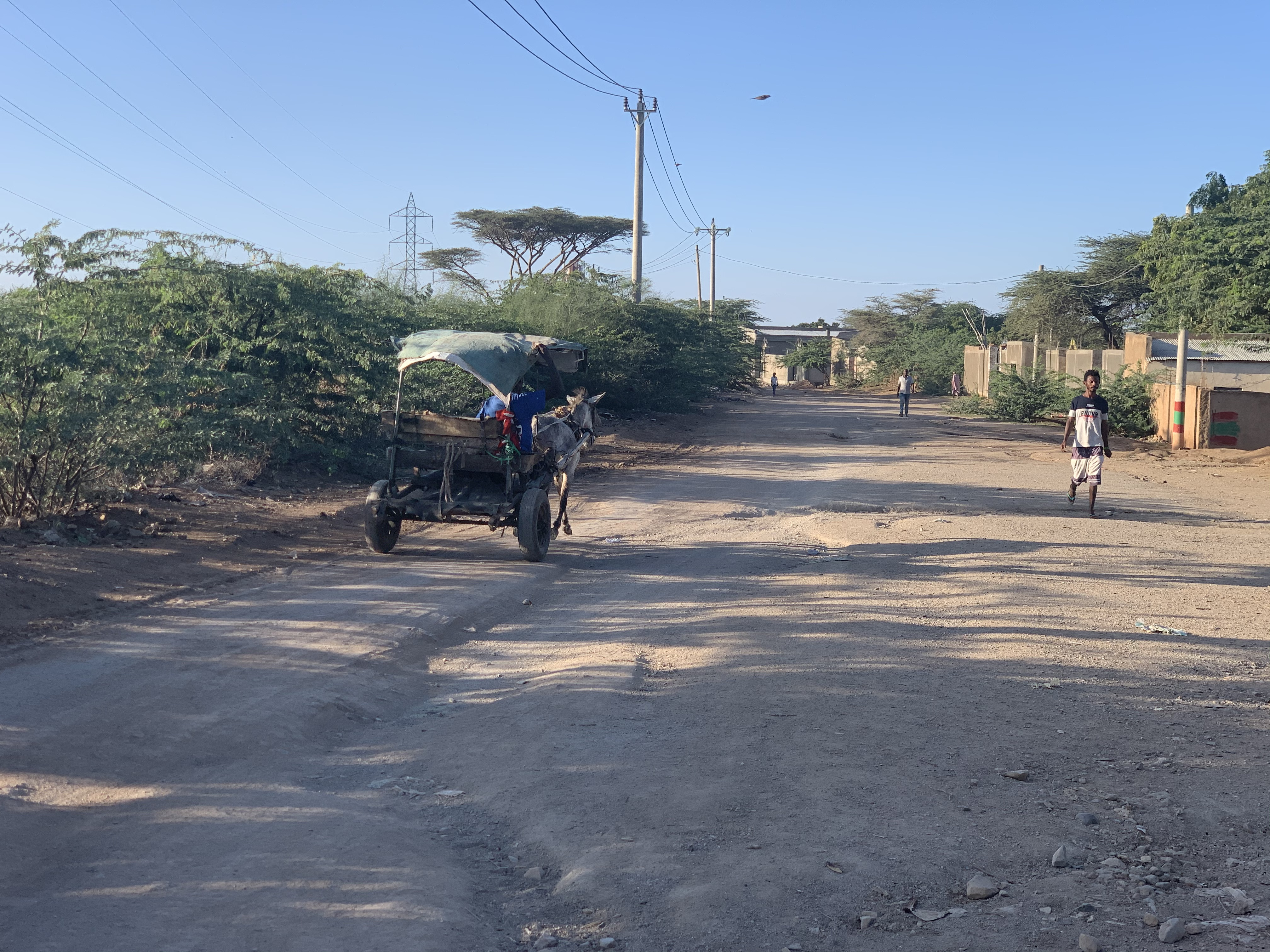
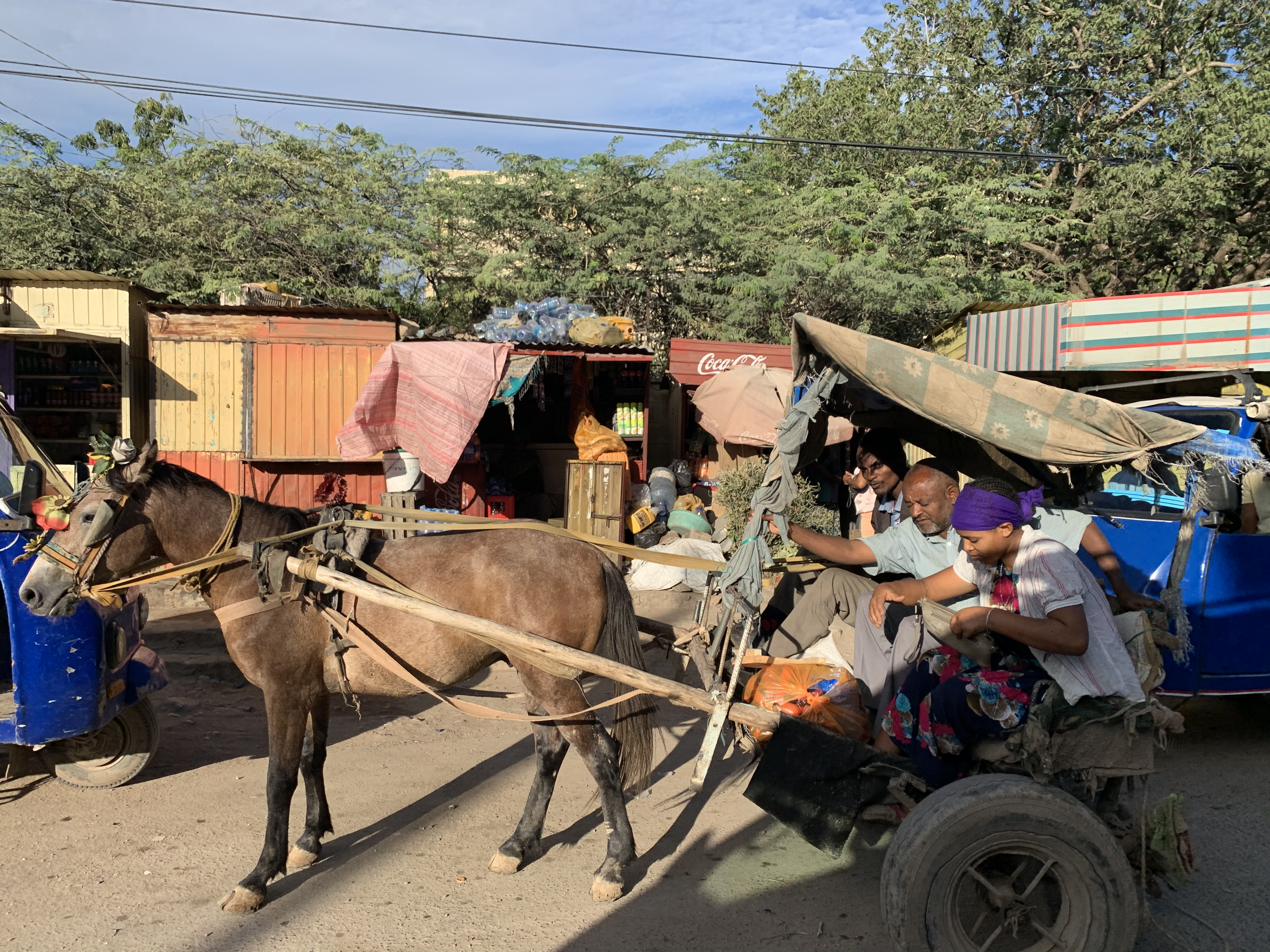
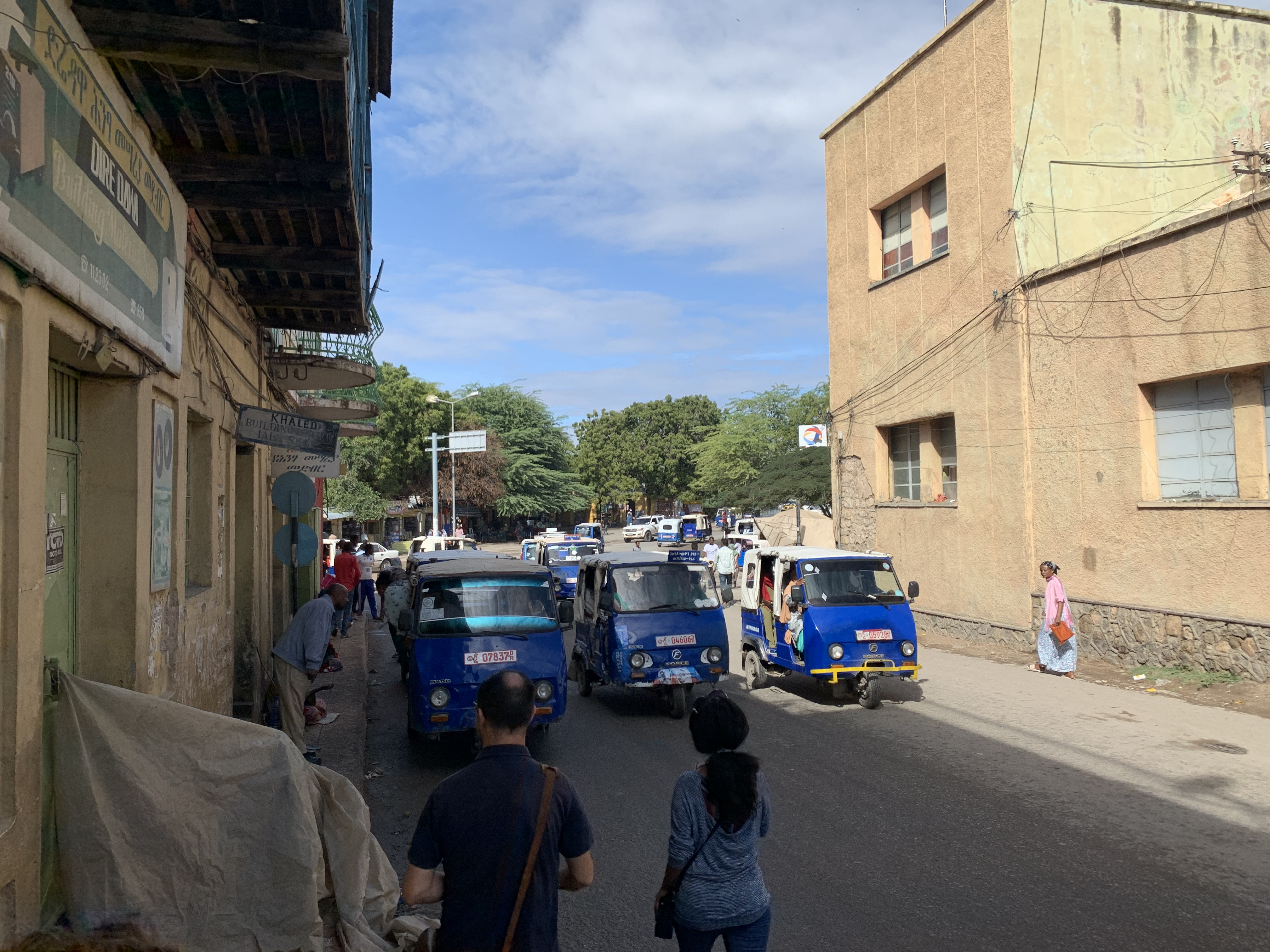
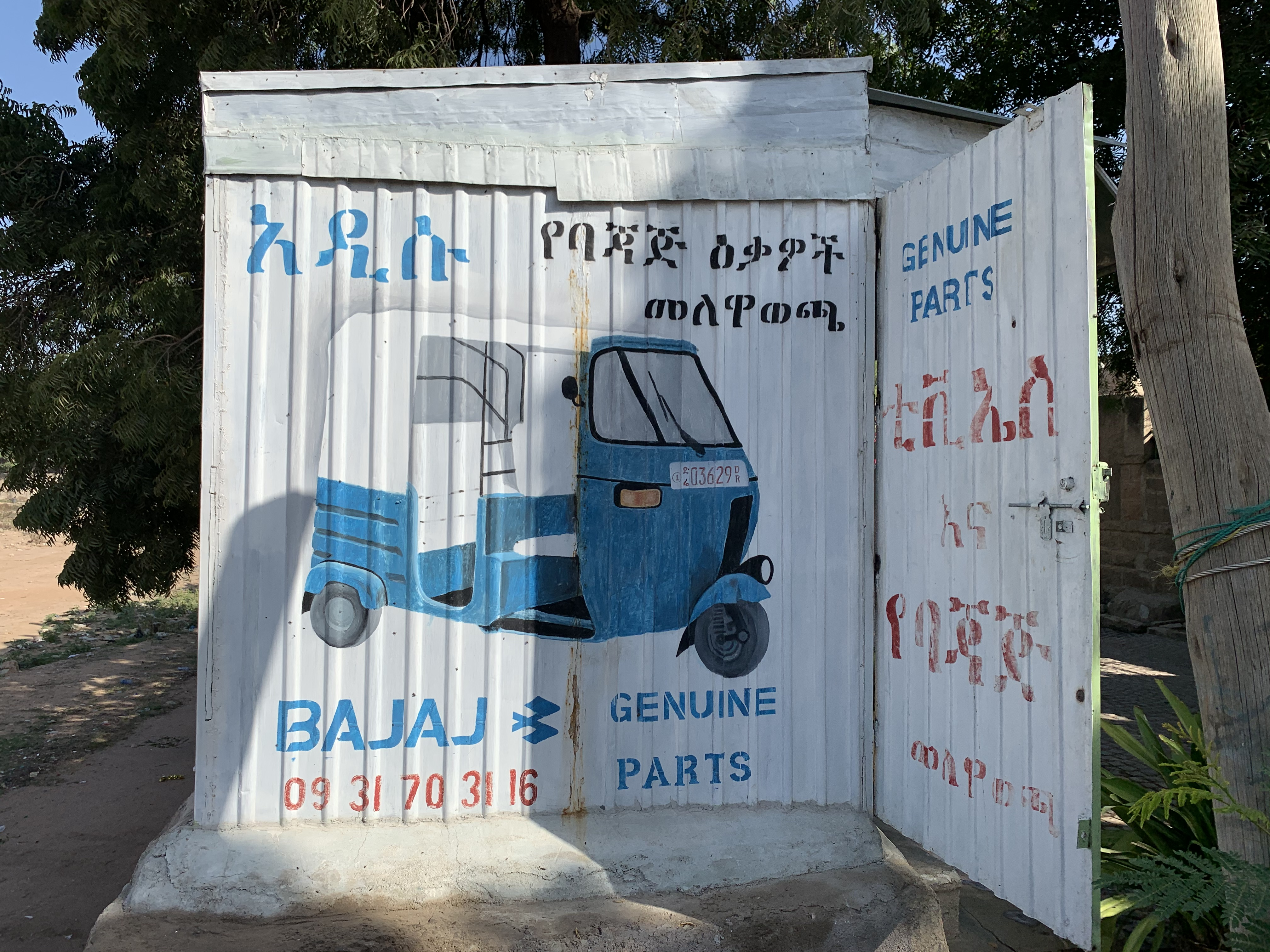
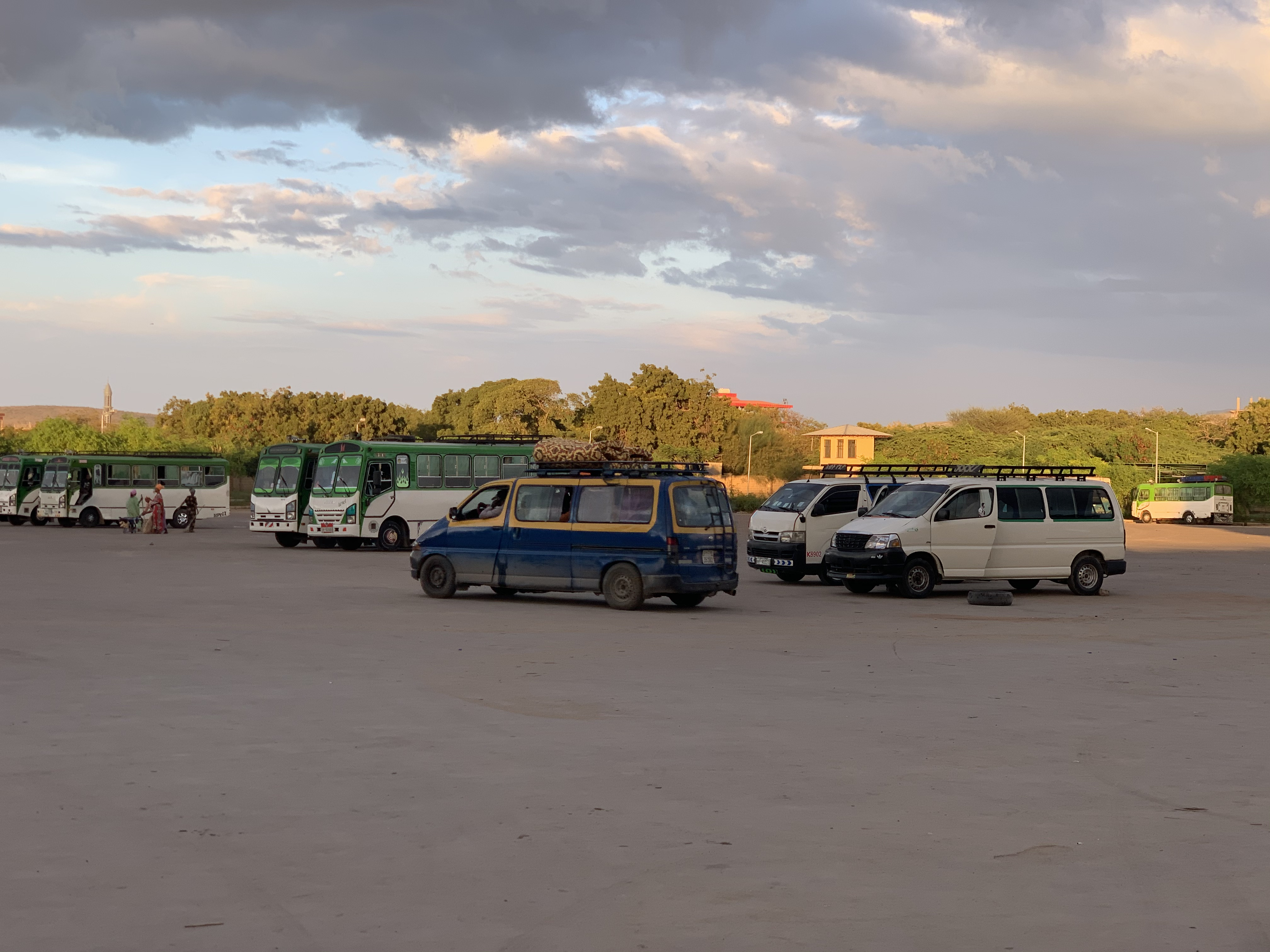

La ligne d'Addis-Abeba à Djibouti a également une station de train dans la ville.

Transport ferroviaire.
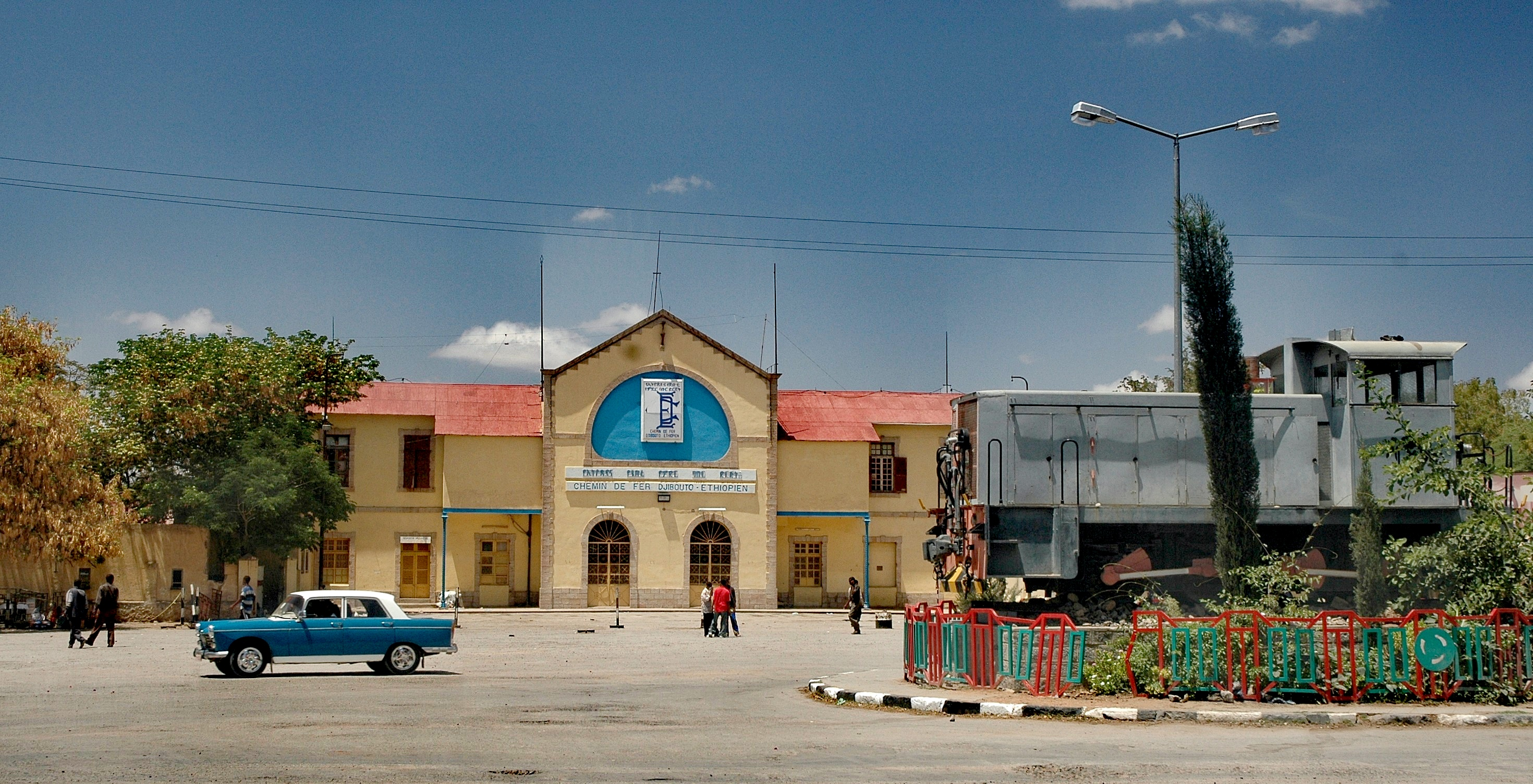
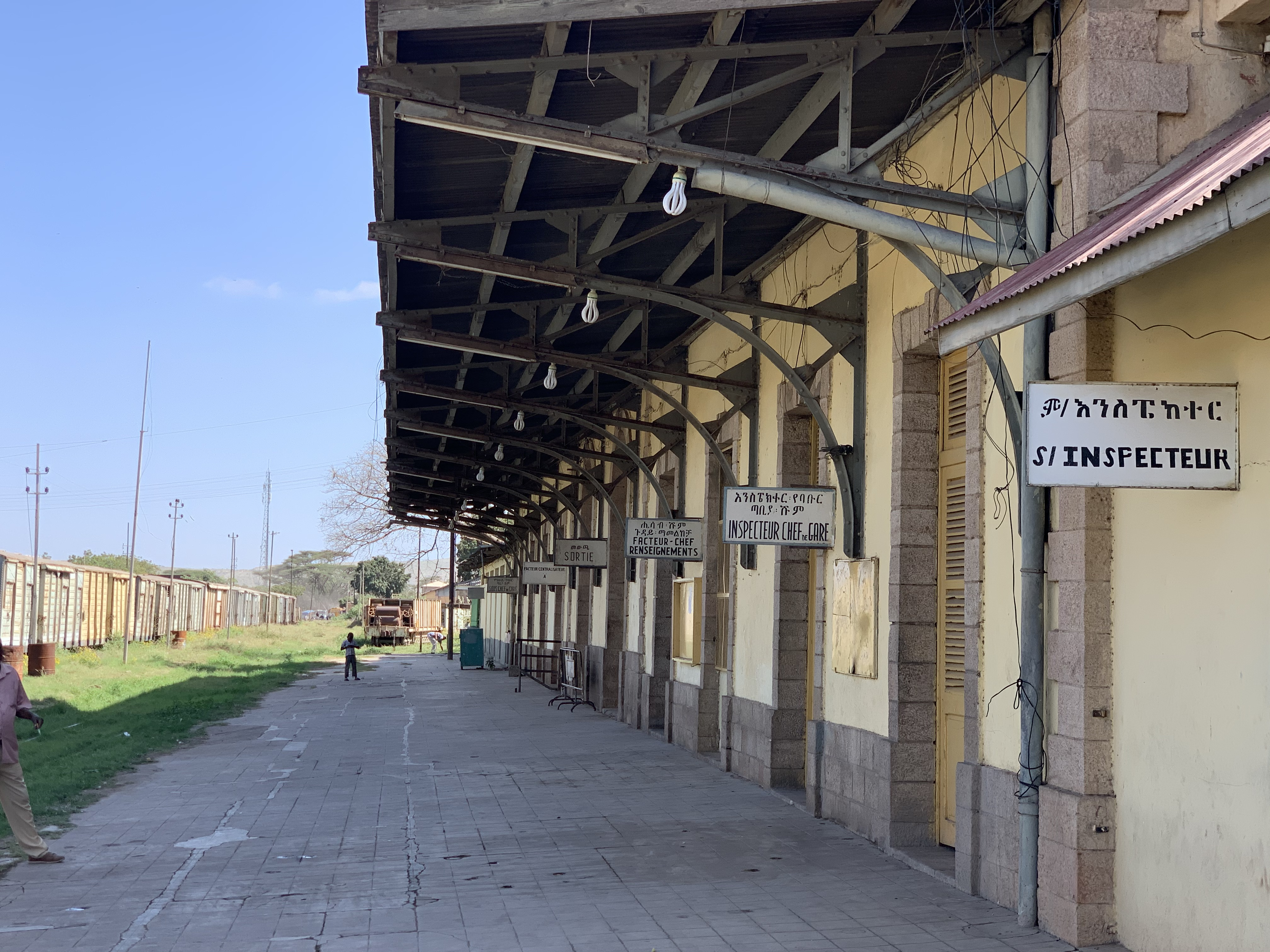
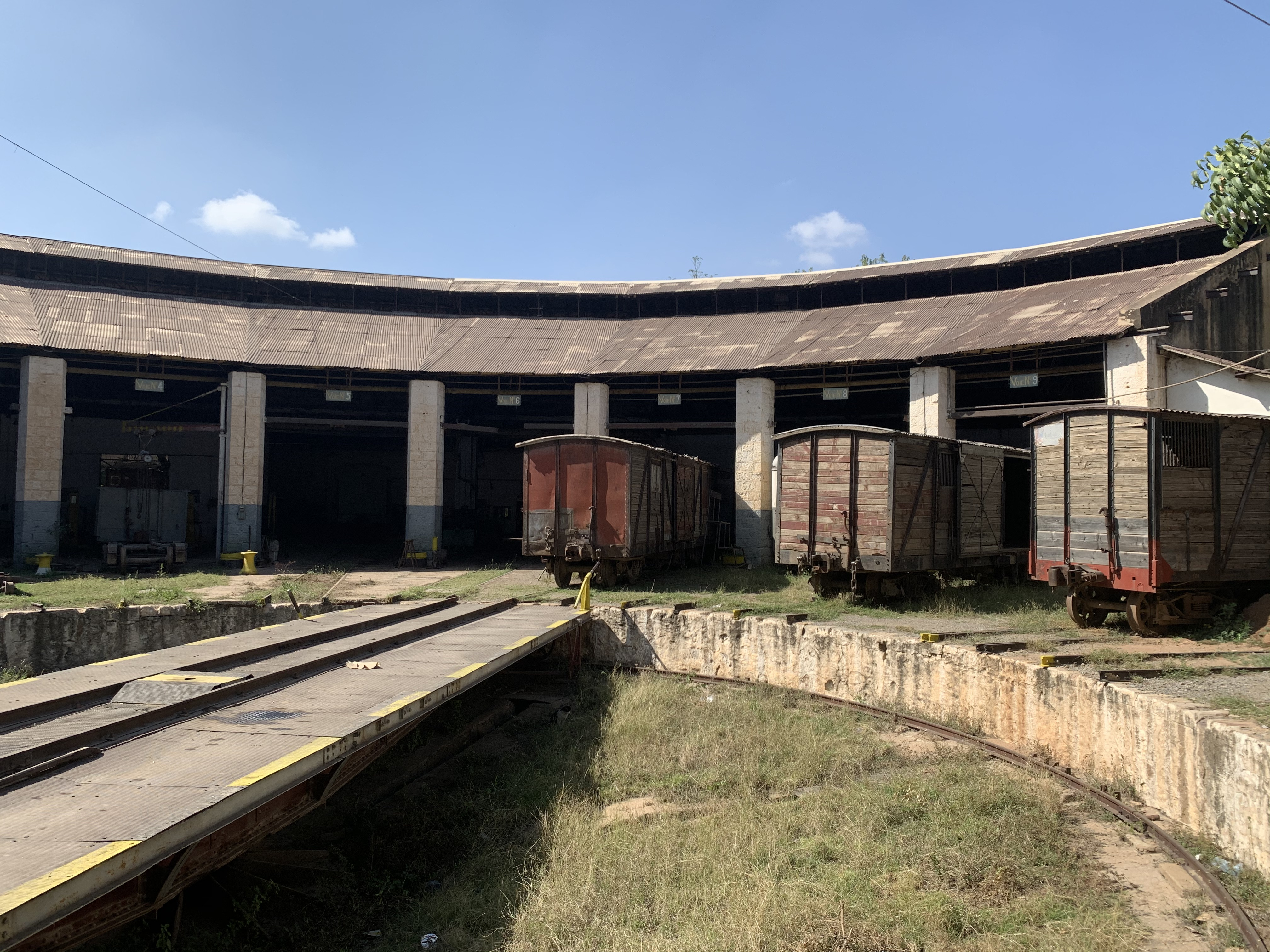
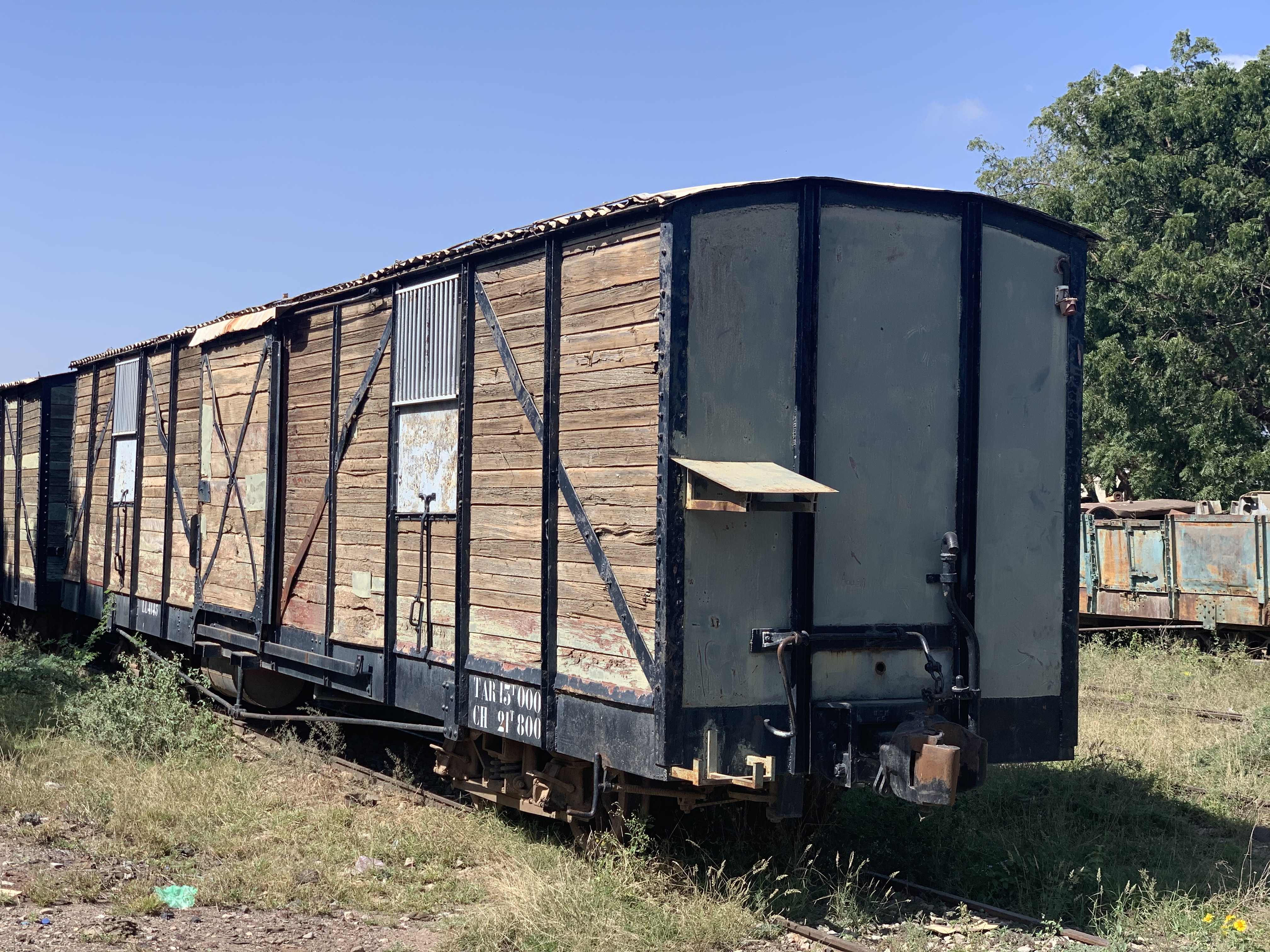
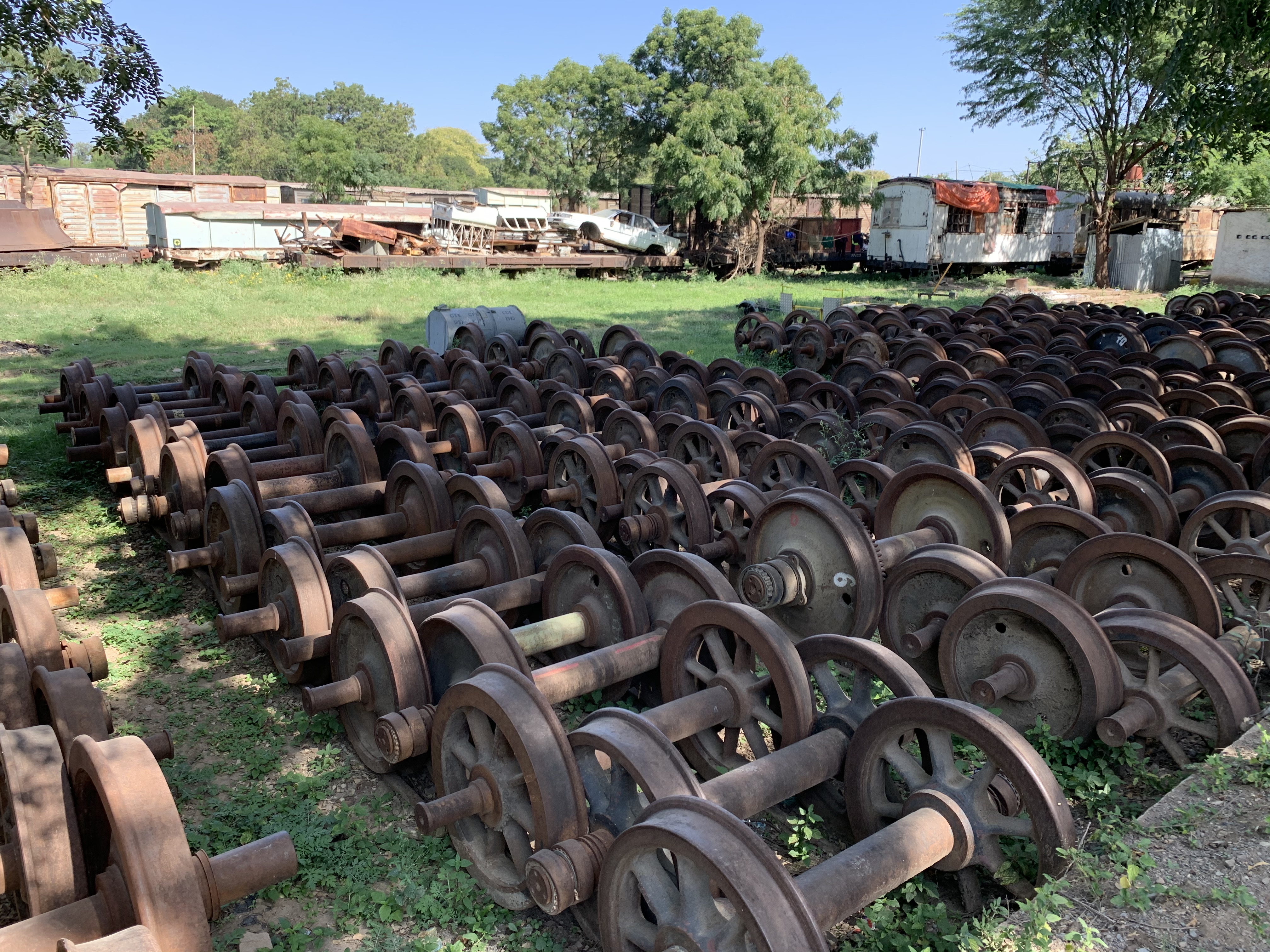

## Lieux de culte
Les lieux de culte sont principalement des églises et des temples chrétiens (Église orthodoxe éthiopienne, Église évangélique éthiopienne Mekane Yesus (Fédération luthérienne mondiale), Ethiopian Kale Heywet Church, Archéparchie d'Addis-Abeba (Église catholique), Ethiopian Full Gospel Believers' Church) et des mosquées.

## Autorité traditionnelle
Depuis la nuit des temps, le souverain de la confédération des Issas l’Ougas Moustapha Mohamed Ibrahim vit et réside a Dire Dawa. Il est le 19e Ougas de la communauté Issa et a l'instar de ce prédécesseur il réside dans la ville de Dire Dawa. Son autorité traditionnelle s’exerce sur tous ses sujets qu’ils soient en Éthiopie, a Djibouti ou en Somalie. Il dispose du pouvoir coutumier pour protéger et sauvegarder les modes de vie et les règles de cette communauté.

## Personnalités nées à Dire Dawa
- Jean-Paul Vignon (1935-2024), acteur et chanteur franco-américain.
- Luciano Violante (1941-), homme politique italien.
- Ismaël Omar Guelleh (1946-), président de la république de Djibouti.
- Mickaël Bethe-Sélassié (1951-), artiste contemporain.
- Maji-da Abdi (1970-), réalisatrice et productrice.
- Youssouf Hersi (1982-), footballeur néerlandais.
- Mickaël Bethe-Selassié (1951-2020), artiste éthiopien.